# Semenawi Keyih Bahri
Semenawi Keyih Bahri (Den nordlige Rødehavsregion) er en af Eritreas seks regioner. Den ligger langs den nordlig del af landets kystlinje mod Rødehavet, og omfatter blandt andet Dahlakøerne og havnebyen Massawa. Regionen er inddelt i ni administrative sub-regioner eller distrikter. Regionen havde i 2011 en befolkning på 897.454.

## Sub-regioner
Regionen er delt inn i ni sub-regioner eller distrikter:
| Sub-Region (distrikter) | Befolkning | Areal | Hovedstad | Administrator            | Administrative områder    |
| ----------------------- | ---------- | ----- | --------- | ------------------------ | ------------------------- |
| Adobha (distrikt)       |            |       | Adobha    | Ahmed Mohammed Nur Rejeb | 6 administrative områder  |
| Afabet (distrikt)       |            |       | Afabet    | Abdu Mohammed Telkie     | 11 administrative områder |
| Dahlak                  |            |       | Jimhil    |                          |                           |
| Ghel'alo (distrikt)     |            |       | Ghel'alo  |                          | 12 administrative områder |
| Foro (distrikt)         |            |       | Foro      | Omar Mohammed            |                           |
| Ghinda (distrikt)       |            |       | Ghinda    | Amna Haji Osman          | 17 administrative områder |
| Karora (distrikt)       | 24.000     |       | Karora    | Tadese Geregergish       | 10 administrative områder |
| Massawa (distrikt)      |            |       | Massawa   | Fana Tesfamariam         |                           |
| Nakfa (distrikt)        |            |       | Nakfa     | Idris Ali Shiker         |                           |
| She'eb (distrikt)       |            |       | She'eb    |                          |                           |

## Klima
| Vejr for Massawa, Eritrea                                                                                            | Vejr for Massawa, Eritrea | Vejr for Massawa, Eritrea | Vejr for Massawa, Eritrea | Vejr for Massawa, Eritrea | Vejr for Massawa, Eritrea | Vejr for Massawa, Eritrea | Vejr for Massawa, Eritrea | Vejr for Massawa, Eritrea | Vejr for Massawa, Eritrea | Vejr for Massawa, Eritrea | Vejr for Massawa, Eritrea | Vejr for Massawa, Eritrea | Vejr for Massawa, Eritrea |
| | Jan                       | Feb                       | Mar                       | Apr                       | Maj                       | Jun                       | Jul                       | Aug                       | Sep                       | Okt                       | Nov                       | Dec                       | År                        |
| --- | ------------------------- | ------------------------- | ------------------------- | ------------------------- | ------------------------- | ------------------------- | ------------------------- | ------------------------- | ------------------------- | ------------------------- | ------------------------- | ------------------------- | ------------------------- |
| Gennemsnitlig maks °C                                                                                                | 29                        | 29                        | 32                        | 34                        | 37                        | 40                        | 41                        | 40                        | 39                        | 36                        | 33                        | 31                        | 35                        |
| Gennemsnitlig °C | 24                        | 24                        | 26                        | 28                        | 30                        | 33                        | 34                        | 34                        | 32                        | 30                        | 27                        | 25                        | 29                        |
| Gennemsnitlig min °C                                                                                                 | 19                        | 19                        | 20                        | 22                        | 24                        | 26                        | 28                        | 28                        | 26                        | 23                        | 21                        | 20                        | 23                        |
| Gennemsnitlig nedbør mm                                                                                              | 30,5                      | 29,2                      | 15,2                      | 13,2                      | 5,8                       | 0                         | 8,2                       | 9,3                       | 3,3                       | 14,5                      | 22,9                      | 35,2                      | 187                       |
| Kilde: Nedbør: Eritrea: "Mallets in the mountains" (engelsk) Temperaturer: "Massawa Climate & Temperature" (engelsk) |                           |                           |                           |                           |                           |                           |                           |                           |                           |                           |                           |                           |                           |

16°N 39°Ø / 16°N 39°Ø